# Florian Martin
Pour les articles homonymes, voir Martin.
Pour le sommelier, voir Florent Martin.
Florian Martin, né le 19 mars 1990 à Lorient (Morbihan), est un footballeur français évoluant au poste de milieu offensif.

## Biographie
Formé au FC Lorient, il signe son premier contrat professionnel d'un an avec les Merlus en 2010 mais il ne dispute que des matchs de CFA et n'est pas conservé en fin de saison. 
Il s'engage alors avec le club de Carquefou qui évolue alors en CFA. Il décroche la montée en National avec le club de la Loire-Atlantique dès sa première saison, permettant à l'USJA Carquefou d'évoluer à ce niveau pour la première fois de son histoire.
Lors de la saison 2012-2013, il est l'une des révélations du Championnat de National, terminant la saison avec 14 buts et 15 passes décisives. En juin 2013, il s'engage ainsi pour trois ans avec les Chamois niortais en Ligue 2.
Le 17 août 2015, il rejoint le FC Sochaux-Montbéliard pour trois ans.
En avril 2016, il fait partie d'une liste de 58 joueurs sélectionnables en équipe de Bretagne, dévoilée par Raymond Domenech qui en est le nouveau sélectionneur.
Le 6 février 2018, il est victime d'une rupture des ligaments croisés lors d'un match de coupe de France contre le Paris SG. Son contrat n'étant pas renouvelé, il se retrouve sans club au 30 juin 2018.
Le 4 juin 2019, libre de tout contrat depuis un an, il s'engage avec le Paris FC. Thierry Laurey prend les rênes de l'équipe pour la saison 2021-2022 et n'est pas intéressé par son profil. En fin de contrat, il n'est alors pas prolongé. Pensant pouvoir rebondir en Ligue 2 ou à l'étranger, il ne reçoit que des offres de National (Châteauroux, Le Mans ou encore Boulogne-sur-Mer), qu'il ne juge pas très intéressantes et ne répondant pas à ses attentes. Dans un premier temps, il s'entretient individuellement avant de participer aux entraînements du Vannes OC en décembre.
Il trouve un point du chute lors du l'ultime jour du mercato hivernal, s'engageant en faveur du Valenciennes FC le 31 janvier 2022 jusqu'à la fin de la saison, plus une année en option. Multipliant les blessures, il ne dispute que onze minutes de jeu sur la deuxième partie de saison 2021-2022. Il ne parvient pas à se débarrasser de ses problèmes physiques lors de la saison 2022-2023, n'apparaissant qu'à 14 reprises en Ligue 2 pour seulement 3 titularisations et 323 minutes de jeu disputés.

## Statistiques
| Saison                | Club                   | Championnat           | Championnat | Championnat | Coupe nationale | Coupe nationale | Coupe de la Ligue | Coupe de la Ligue | Total | Total |
| Saison                | Club                   | Division              | M.          | B.          | M.              | B.              | M.                | B.                | M.    | B.    |
| 2011-2012             | USJA Carquefou         | CFA                   | 34          | 8           | -               | -               | -                 | -                 | 34    | 8     |
| 2012-2013             | USJA Carquefou         | National              | 38          | 14          | 2               | 0               | -                 | -                 | 40    | 14    |
| Sous-total            | Sous-total             | Sous-total            | 72          | 22          | 2               | 0               | -                 | -                 | 74    | 22    |
| 2013-2014             | Chamois niortais       | Ligue 2               | 27          | 5           | 1               | 1               | 1                 | 1                 | 29    | 7     |
| 2014-2015             | Chamois niortais       | Ligue 2               | 38          | 5           | 3               | 2               | 1                 | 0                 | 42    | 7     |
| 2015-2016             | Chamois niortais       | Ligue 2               | 1           | 0           | -               | -               | -                 | -                 | 1     | 0     |
| Sous-total            | Sous-total             | Sous-total            | 66          | 10          | 4               | 3               | 2                 | 1                 | 72    | 14    |
| 2015-2016             | FC Sochaux-Montbéliard | Ligue 2               | 31          | 3           | 6               | 2               | 1                 | 0                 | 38    | 5     |
| 2016-2017             | FC Sochaux-Montbéliard | Ligue 2               | 24          | 5           | -               | -               | 2                 | 0                 | 26    | 5     |
| 2017-2018             | FC Sochaux-Montbéliard | Ligue 2               | 21          | 12          | 5               | 1               | -                 | -                 | 26    | 13    |
| Sous-total            | Sous-total             | Sous-total            | 76          | 20          | 11              | 3               | 3                 | 0                 | 90    | 23    |
| 2019-2020             | Paris FC               | Ligue 2               | 11          | 0           | 3               | 1               | 1                 | 0                 | 15    | 1     |
| 2020-2021             | Paris FC               | Ligue 2               | 30          | 6           | 2               | 1               | -                 | -                 | 32    | 7     |
| Sous-total            | Sous-total             | Sous-total            | 41          | 6           | 5               | 2               | 1                 | 0                 | 47    | 8     |
| 2021-2022             | Valenciennes FC        | Ligue 2               | 1           | 0           | -               | -               | -                 | -                 | 1     | 0     |
| Total sur la carrière | Total sur la carrière  | Total sur la carrière | 256         | 56          | 22              | 8               | 6                 | 1                 | 284   | 65    |

## Palmarès
- USJA Carquefou
  - Champion de CFA du groupe D en 2012